# Sinfonia n. 22 (Haydn)
La Sinfonia n. 22 in Mi bemolle maggiore, Hoboken I/22, di Joseph Haydn fu composta nel 1764. Soprannominata "Il Filosofo" ("Der Philosoph"), è la più eseguita delle sinfonie giovanili di Haydn.
Haydn compose questa sinfonia durante il suo mandato come assistente Maestro di cappella presso la corte del Principe Nikolaus Eszterházy. Scritta nel 1764, la sinfonia presenta una composizione dei movimenti in forma di una sonata da chiesa, nonostante il linguaggio di questo pezzo prefiguri lo sviluppo del Classicismo sinfonico. Come altre sinfonie giovanili di Haydn, tutti i movimenti sono scritti nella stessa tonalità. Tre di loro sono nella forma di una sonata (il primo, il secondo ed il quarto) ed il restante terzo è il consueto Minuetto e Trio.

## Le origini del soprannome "Il Filosofo"
Come tutte le sinfonie di Haydn con un soprannome, il titolo "Filosofo" non è stato scelto dal compositore: è stato pensato in riferimento alla melodia ed al contrappunto del primo movimento, che musicalmente allude ad una domanda seguita da una risposta e parallelamente ad una sorta di dibattito. L'uso di tale effetto evoca l'immagine di un filosofo durante un pensiero profondo, mentre il tempo scorre.

## Strumentazione
Come le altre sinfonie composte in questo periodo, questo lavoro è stato scritto per una piccola ensemble. La partitura risulta curiosa nell'uso del corno inglese al posto del più comune oboe. Questa decisione proviene dalla volontà di mettere a confronto in una stessa composizione i corni francesi e quelli inglesi. Il resto dell'orchestra rimane invariato secondo la convenzione. I corni francesi giocano un ruolo da protagonisti in ogni movimento, eccetto nel secondo, e la scelta di Haydn della tonalità potrebbe esser stata dettata dal fatto che i corni senza valvola di quel periodo suonassero meglio quando utilizzati come strumenti in Mi bemolle.

## Forma
La sinfonia consta di quattro movimenti:
1. Adagio, 4/4
2. Presto, 4/4
3. Minuetto e Trio, 3/4
4. Finale: Presto, 6/8

Il primo movimento è quello principale della sinfonia, caratterizzato dalla risposta dei corni francesi ai corni inglesi su una costante linea di basso. H. C. Robbins Landon la definisce "sicuramente uno dei pezzi più originali del settecento".

## Seconda versione
Un'altra versione di questa sinfonia, molto conosciuta ai tempi di Haydn, ha tre movimenti, con il secondo movimento della versione originale che diventa primo, seguito da un movimento diverso segnato come andante grazioso in 3/8 e con il finale uguale alla versione originale. Il secondo movimento si pensa sia spurio, tanto che si è pensato che l'arrangiamento non fosse dello stesso Haydn. H. C. Robbins Landon suggerisce che questo arrangiamento fu adottato in virtù dell'originale Adagio e della presenza dei corni inglesi. Sono stati questi elementi che hanno reso questa composizione così popolare, cosicché questa versione viene tuttora spesso eseguita.